# Monacoin
Monacoin（モナーコイン、モナコイン）とは、日本の巨大掲示板サイト2ちゃんねるのソフトウェア板で、Mr.Watanabe（わたなべ、2chpool ◆bzJIFpVqts）によって開発された日本初の暗号通貨である。
名前の由来となったのは2ちゃんねる発祥のアスキーアート「モナー」であり、通貨単位表記は「MONA」である。また日本初の暗号通貨とあって2ちゃんねるを中心とした日本のコミュニティで多くのサービスが作られている。

## 歴史
Litecoinなどの採掘プール「2chpool」を運営していたMr.Watanabeが、2013年12月23日にβ版をリリースしたが直後にリセットされ、12月30日に新Monacoinの公式アナウンスをしたのちに2014年1月1日0時0分（UTC）に正式版がリリースされた。
2014年3月21日：モナコインでの土地の売買が開始され、翌月に売買が成立する。
2014年3月29日：モナコインを送ることができる掲示板Ask Monaがオープンする。
2014年5月20日：取引所etwingsがモナコインの取り扱いを開始する。
2015年3月4日：取引所etwingsが買収されZaifへリニューアルオープン。
2017年3月8日：segwitの対応のシグナリング開始し、4月16日にLocked_inされ、4月27日にsegwitがActivateされた。
2017年6月：秋葉原のパソコンショップアークがBitcoinと同時に、実店舗とWeb通販にて決済に対応する。
2018年1月：アトミックスワップに成功する。
2018年1月30日：Monacoinを不正入手するためのウイルス入りソフトを作成するなどした容疑で、大阪の高校生が逮捕される。
2018年5月：モナコインがセルフィッシュ・マイニング攻撃を受け、ブロックチェーンの大規模な再編成（reorg）が発生した。これにより1000万円規模の被害を受けた取引所があり、複数の取引所がMonacoin入金に必要な承認数を増やした。 また9月にはジャッジノードと呼ばれる特別なノードをネットワーク上に複数設置し、reorgの対策を実施した。

## 仕組み
ウォレット（財布）と呼ばれるクライアントプログラムを実行し、Monacoinネットワークに参加する。P2P通信なので管理者は存在しない。
マイニングアルゴリズムにはASIC耐性のある「Lyra2REv2」（450,000ブロック以前はscrypt）を採用する。また公開当初のブロック報酬(採掘者に対する報酬)は1ブロックにつき50 MONAが与えられ、105万1,200ブロック生成（約3年半）ごとに半減期を迎える。2017年7月に半減期を迎えた事で25MONAになり、2020年9月には12.5MONAとなった。ブロックが生成される時間は平均90秒であり発行量の上限は1億512万MONAである。Premine（開発者による事前採掘）はない。
当初のdifficulty再設定間隔は2,400ブロックごとだったが、2014年3月10日の公式クライアントのアップデートで80,000ブロック以降のDifficulty retarget（difficultyを再設定する算出方法）に「KGW」が採用され、間隔が1ブロックごとに仕様変更された。2014年3月18日、80,000ブロックに達した。その後、KGWの致命的な欠陥が指摘されるようになり、Monacoinも2014年5月2日のアップデートで140,000ブロック以降のDifficulty retargetを「DigiShield」に変更することになった。2014年5月19日、140,000ブロックに達した。2015年9月のアップデートで450,000ブロック以降のDifficulty retargetを「Dark Gravity Wave v3」に変更することになった。

## 特徴
モナコインの主な特徴として「コミュニティの活動が活発であること」が挙げられ、実際に以下のような事が起きている。
- モナコインは一部の店舗や「ビットコインモール」などのECサイトで決済手段に採用されたり、クリエイターなどにオンラインで支援する「投げ銭」に用いられている[18]。
- モナコインで売買された長野県山中の土地に、有志が祠などを持ち寄って“建立”した「モナコイン神社」がある[24][25]。
- コミュニティの有志による活動としてポスターラリーが行われた。この活動は店舗などに掲示されたポスターの前に行き写真を撮るという内容で、1回目は2017年3月、2回目は2017年8月に行われた[26]。
- モナコインを使ったトークン発行システム「Monaparty」がある[24][25]。
- モナコインでNFTを売買できる取引所である「チョコモナカ」が2021年4月にローンチされた[27]。